# NK Ankerkader 45/1 Ereklasse 1936-1937

## Eindstand
| NK ANKERKADER 45/1 Ereklasse 1936-1937 - EINDSTAND | NK ANKERKADER 45/1 Ereklasse 1936-1937 - EINDSTAND | NK ANKERKADER 45/1 Ereklasse 1936-1937 - EINDSTAND | NK ANKERKADER 45/1 Ereklasse 1936-1937 - EINDSTAND | NK ANKERKADER 45/1 Ereklasse 1936-1937 - EINDSTAND | NK ANKERKADER 45/1 Ereklasse 1936-1937 - EINDSTAND | NK ANKERKADER 45/1 Ereklasse 1936-1937 - EINDSTAND | NK ANKERKADER 45/1 Ereklasse 1936-1937 - EINDSTAND | NK ANKERKADER 45/1 Ereklasse 1936-1937 - EINDSTAND |
| RANG                                               | SPELER                                             | GESP                                               | PP                                                 | CAR                                                | BRT                                                | MOY                                                | PMOY                                               | HS                                                 |
| -------------------------------------------------- | -------------------------------------------------- | -------------------------------------------------- | -------------------------------------------------- | -------------------------------------------------- | -------------------------------------------------- | -------------------------------------------------- | -------------------------------------------------- | -------------------------------------------------- |
|                                                    | Jan Sweering                                       | 6                                                  | 10                                                 | -                                                  | -                                                  | 9,06                                               | 14,28                                              | 83                                                 |
|                                                    | Jan Dommering                                      | 6                                                  | 8                                                  | -                                                  | -                                                  | 8,59                                               | 11,11                                              | 49                                                 |
|                                                    | Jan Wiemers                                        | 6                                                  | 4                                                  | -                                                  | -                                                  | 8,09                                               | 11,53                                              | 73                                                 |
| 4                                                  | Nelis van Vliet                                    | 6                                                  | 2                                                  | -                                                  | -                                                  | 6,78                                               | 9,09                                               | 71                                                 |
| TOTAAL                                             | TOTAAL                                             | TOTAAL                                             | TOTAAL                                             | -                                                  | -                                                  | 8,10                                               | 14,28                                              | 83                                                 |
|                                                    |                                                    |                                                    |                                                    |                                                    |                                                    |                                                    |                                                    |                                                    |

Den Haag 1935-1936 ·
Leeuwarden 1936-1937 ·
Rotterdam 1941-1942 ·
Rotterdam 1942-1943 ·
Amsterdam 1943-1944 ·
Rotterdam 1945-1946 ·
Tilburg 1947-1948